# Clara Sánchez (romancière)
Pour les articles homonymes, voir Clara Sanchez (homonymie) et Sanchez.
Œuvres principales
- Ce que cache ton nom (lo que esconde tu nombre)
- El cielo ha vuelto

Clara Sánchez, née le 1er mars 1955 à Guadalajara (Espagne), est une romancière espagnole.
Elle remporte plusieurs prix prestigieux dont le Prix Nadal en 2010 pour Lo que esconde tu nombre et le Prix Planeta en 2013 pour El cielo ha vuelto.

## Biographie
Diplômée en Philologie Hispanique de l'Université complutense de Madrid, Clara Sánchez est d'abord enseignante en travaillant également pour des programmes de cinéma à la télévision. Elle collabore actuellement au journal El País en tant que chroniqueuse.
Entrée dans le monde littéraire, elle préface des œuvres d'auteurs étrangers et écrit pour diverses revues. Elle publie en 1989 son premier roman Piedras preciosas que la critique apprécie pour son mélange d'intimisme et d'humour désenchanté. Se consacrant entièrement à l'écriture, elle publie ensuite des œuvres qui lui valent divers prix comme avec Últimas noticias del paraíso (Dernières Nouvelles du Paradis) qui a remporté le Prix Alfaguara du roman en 2000. Ses romans sont traduits en diverses langues : Un million de lumières (Un millón de luces, 2004), publié en français en 2005 et qui séduit par son évocation du travail moderne dans les bureaux d'une grande entreprise installée dans une immense tour de verre. 
Elle reçoit le Prix Nadal 2010 pour son roman Lo que esconde tu nombre (Ce que cache ton nom), un thriller psychologique dont les protagonistes sont un républicain espagnol rescapé du camp de Mauthausen et une jeune femme désorientée qui sont confrontés à un vieux couple de nazis installé sur la Costa del Sol.
En mars 2023, elle a été élue membre de l’Académie royale espagnole.

## Œuvres (romans)
- Piedras Preciosas (1989)
- No es distinta la noche (1990)
- El palacio varado (1993)
- Desde el mirador (1996)
- El misterio de todos los días (1999)
- Últimas noticias del paraíso (2000) — Premio Alfaguara 2000
- Un millón de luces (2003)
- Presentimiento (2008)
- Lo que esconde tu nombre (2010) — Premio Nadal[2]
- Entra en mi vida (2012)
- El cielo ha vuelto (2013) — Premio Planeta[4]
- Cuando llega la luz (Destino, 2016)
- El amante silencioso (Planeta, 2018)
- El infierno en el paraíso (2021)
- Días de sol (2022)

## Œuvres traduites en français
- Un million de lumières, [« Un millón de luces »], trad. de Caroline Lepage, Paris, Éditions Quai Voltaire, 2005, 266 p.  (ISBN 2-7103-2751-1)
- Ce que cache ton nom, [« Lo que esconde tu nombre »], trad. de Louise Adenis, Paris, Éditions Marabout, 2012, 441 p.  (ISBN 978-2-501-07647-0)
- Entre dans ma vie [« Entra en mi vida »], trad. de Louise Adenis, Paris, Editions Marabout, 2014, 476 p.  (ISBN 978-2-501-08304-1)
- Le ciel après la pluie [« El cielo ha vuelto »], trad. de Marie-Odile Fortier-Masek, Paris, Editions Marabout, 2015, 346 p.  (ISBN 978-2-253-08588-1)